# Ibne Alcatibe

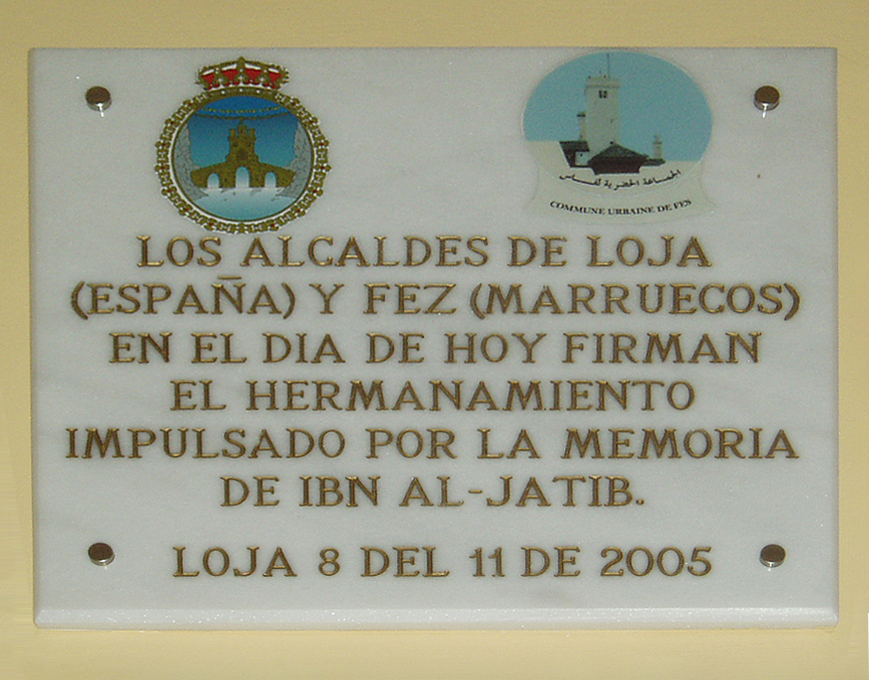
Memorial a ibne Alcatibe

Maomé ibne Abedalá ibne Saíde ibne Ali ibne Amade Salmani (Muhammad ibn Abd Allah ibn Said ibn Ali ibn Ahmad al-Salmani) ou Liçanadim ibne Alcatibe (em árabe: لسان الدين بن الخطيب; romaniz.: Lisan al-Din ibn al-Khatib), melhor conhecido somente como ibne Alcatibe (Loja, 1313 - Fez, 1374), foi um poeta, escritor, historiador, filósofo e político do Alandalus. Alguns dos seus poemas decoram as paredes da Alhambra em Granada.

## Biografia
Alcatibe nasceu no seio de uma família árabe de origem iemenita. Após seu pai se instalar em Granada, passou grande parte da sua vida na corte do sultão nacérida, Maomé V, a quem serviu como historiador e ministro e com quem chegou a estabelecer laços de amizade. Desempenhou altas funções políticas, pois foi nomeando duplo vizir, daí a alcunha de Dhû l-wizaratayn ou "o homem dos dois viziratos".
Durante uma epidemia de peste que assolou o Alandalus em 1348, enunciou pela primeira vez a noção de contágio e recomendou isolar os doentes e destruir os seus lençóis. Descreveu com rigor o desenvolvimento e a propagação de uma epidemia.
Foi autor de mais de sessenta livros sobre História de Granada; uma monografia sobre Granada com a descrição da cidade e os seus habitantes; a Cronologia dos califas e os reinos de Africa e Espanha e Rawdat at-ta'rîf bi-l-hubb as-sharîf um tratado islâmico de mística, sobre o amor de Deus. Escreveu grande parte dos seus livros no meio de crises de insônia. Em 1369 escreveu uma autobiografia.
Devido às suas relações às vezes caóticas com personalidades políticas do país, foi obrigado em duas ocasiões a exilar-se na África do Norte (de 1360 até 1362 e novamente desde 1371). Residiu em Ceuta, Tremecém e Fez, onde serviu ao governo dos Merínidas, o qual desencadeou as suspeitas do sultão, quem nomeou como vizir um discípulo de Alcatibe, Ibn Zamrak, a quem ordenou encontrar e capturar o seu mestre. Foi detido e julgado em Granada. Após defender-se do cargo de traição, durante o processo, somente foi condenado a prisão, bem como também à destruição de todos os seus livros, mas o governo contratou assassinos profissionais que o estrangularam na sua cela da prisão de Fez, em 1374.